# Sauromalus
Sauromalus són un gènere de sauròpsids (rèptils) escatosos de la família dels iguànids. Habiten les regions desèrtiques del sud-oest nord-americà i els estats mexicans del nord. Hi ha cinc espècies. El seu nom ve de la paraula "tcaxxwal" (emprada pels shoshones) o "caxwal", d'origen cahuilla.

## Taxonomia
El gènere Sauromalus inclou cinc espècies:
- Sauromalus ater Duméril, 1856
- Sauromalus hispidus Stejneger, 1891
- Sauromalus klauberi Shaw, 1941
- Sauromalus slevini Van Denburgh, 1922
- Sauromalus varius Dickerson, 1919